# 27-es busz (Salgótarján)
A salgótarjáni 27-es buszok a Helyi Autóbusz-állomás - Somlyóbánya - Kórház - Fáy András körút - Losonci út - Helyi Autóbusz-állomás útvonalon közlekedtek. A járat betétjárata a 27A busz volt. A járatot 2012. február 4-i menetrendváltással szüntették meg.

## Külső hivatkozások
- Nógrád Volán